# Avoirdupois
Das Avoirdupois [ˌævədəˈpɔɪz, ˌævwɑːdjuːˈpwɑː] ist ein angloamerikanisches Maßsystem für Masse, das auf einem Pfund, bestehend aus 16 Unzen, basiert. Es ist ein traditionelles Handelsgewicht, wird aber nicht für Edelmetalle und Arzneien verwendet (dort findet die Feinunze bzw. Troy-Ounce Verwendung). Obwohl es offiziell durch das metrische System abgelöst wurde, ist es in den Vereinigten Staaten, Kanada, dem Vereinigten Königreich und dessen ehemaligen Kolonien im Alltag noch verbreitet.

## Begriff
Das Wort avoirdupois ist aus dem altfranzösischen aveir de peis und im 15. Jahrhundert dem mittelenglischen avoir de pois abgeleitet und bedeutet sinngemäß übersetzt Waren von Gewicht (aveir: Ware, Besitz; avoir: haben; peis bzw. pois: Gewicht).

## Definition und Umrechnung
Das Pfund als Grundeinheit ist dabei seit dem 1. Juli 1959 zu exakt 453,59237 g des metrischen Systems definiert.
Vor 1959 galt im Vereinigten Königreich die Masse eines entsprechenden Gewichtsstücks als Basis; diese wurde zu 453,592338 g bestimmt. In den USA gab es von 1893 bis 1959 mit der Mendenhall Order bereits eine Definition im metrischen System, wonach die Masse des Avoirdupois-Pfundes bei exakt 453,5924277 g lag.
Folgende Tabelle gibt die Umrechnungen aller Einheiten des Avoirdupois-Systems an.
| Einheit                      | Deutsch                      | Abk.                         | Größe                        | g                            |                              |
| Handelsgewichte, Avoirdupois | Handelsgewichte, Avoirdupois | Handelsgewichte, Avoirdupois | Handelsgewichte, Avoirdupois | Handelsgewichte, Avoirdupois | Handelsgewichte, Avoirdupois |
| ---------------------------- | ---------------------------- | ---------------------------- | ---------------------------- | ---------------------------- | ---------------------------- |
| grain                        | Korn                         | gr.                          | 1⁄7000 pound                 | 0.000.000,06479891           |                              |
| dram                         | Drachme                      | dr.                          | 1⁄16 ounce                   | 0.000.001,7718451953125      |                              |
| ounce, ugs. lid              | Unze                         | oz.                          | 1⁄16 pound                   | 0.000.028,349523125          |                              |
| pound                        | Pfund                        | lb., pd., #, lbm.            | 7000 grains                  | 0.000.453,59237              |                              |
| short Avoirdupois            |                              |                              |                              |                              |                              |
| quarter                      | Viertelzentner               |                              | 1⁄4 hundredweight            | 0.011.339,80925              |                              |
| hundredweight, cental        | Zentner                      | cwt.                         | 100 pounds                   | 0.045.359,237                |                              |
| ton                          | Tonne                        | T., to.                      | 20 hundredweights            | 0.907.184,74                 |                              |
| long Avoirdupois             |                              |                              |                              |                              |                              |
| stone                        | Stein                        | st.                          | 14 pounds                    | 0.006.350,29318              |                              |
| quarter                      | Viertelzentner               | qu., qr. l.                  | 2 stones                     | 0.012.700,58636              |                              |
| hundredweight                | Zentner                      | cwt.                         | 4 quarter                    | 0.050.802,34544              |                              |
| ton                          | Tonne                        | T., to.                      | 20 hundredweights            | 1.016.046,9088               |                              |